# Sarcze (jezioro na Pojezierzu Wałeckim)
Sarcze – jezioro w woj. wielkopolskim, w pow. czarnkowsko-trzcianeckim, w granicach administracyjnych miasta Trzcianka, leżące na terenie Pojezierza Wałeckiego.

## Hydronimia
Pierwotnie jezioro znajdowało się w granicach Wielkopolski i nosiło nazwę Szarcz. Zapis z 1532 odnotowuje nazwę "Sarcz", a falsyfikat z połowy XVI wieku dokumentu z datą 1343 również wymienia "Szarcz" w swojej treści. Po rozbiorach Polski nazwa została zgermanizowana i pod koniec XVIII wieku jezioro nazywano po niemiecku "Zasker See", którą nosiła do upadku III Rzeszy w 1945.
Polską nazwę Sarcz wprowadzono urzędowo w 1949 r.. Nazwa Sarcz została potwierdzona w 2006 r. przez Komisję Nazw Miejscowości i Obiektów Fizjograficznych (KNMiOF). W różnych publikacjach jezioro to występuje pod nazwą Jezioro Miejskie lub Sarcz.

## Historia
W XVI wieku jezioro znajdowało się w powiecie poznańskim Korony Królestwa Polskiego. Od średniowiecza jego właścicielami byli Czarnkowscy herbu Nałęcz III. 
W dokumencie z 1343 znanym z falsyfikatu sporządzonego w połowie XVI wieku król polski Kazimierz III Wielki nadał kasztelanowi nakielskiemu Sędziwojowi z Czarnkowa miasto Czarnków wraz z okolicznymi wsiami oraz z 4 jeziorami, wśród których odnotowano m.in. jezioro Szarcz. W 1532 kasztelan przemęcki Sędziwój Czarnkowski w podziale puszcz i jezior z bratem kasztelanem bydgoskim Maciejem Czarnkowskim, otrzymał m.in. jezioro Szarcz, wymienione wśród jezior większych, na których wówczas łowiono ryby niewodem.

## Opis
Powierzchnia zwierciadła wody według różnych źródeł wynosi od 45,0 ha przez 51,1 ha do 53,90 ha.

Zwierciadło wody położone jest na wysokości 77,2 m n.p.m. lub 75,5 m n.p.m.. Średnia głębokość jeziora wynosi 3,7 m, natomiast głębokość maksymalna 7,2 m.
W oparciu o badania przeprowadzone w 2004 roku jezioro zaliczono do III klasy czystości i III kategorii podatności na degradację. W 1999 roku wody jeziora zaliczono do III klasy czystości.
Jezioro jest zaliczane do ciągu jezior biegnących od Trzcianki w kierunku wsi Smolarnia.
Po obu stronach brzegu znajdują się ośrodki wczasowe, parkingi i pola namiotowe. Czynne są dwie plaże, nazywane starą i nową – obydwie strzeżone w sezonie letnim. W pobliżu plaż działają sklepiki, punkty gastronomiczne i parkingi. W 2013 oddano do użytku Park Ryb Słodkowodnych.
Na wodach jeziora rozgrywane są mistrzostwa w sportach motorowodnych oraz regaty żeglarskie.